# コリーヌ・ルパージュ

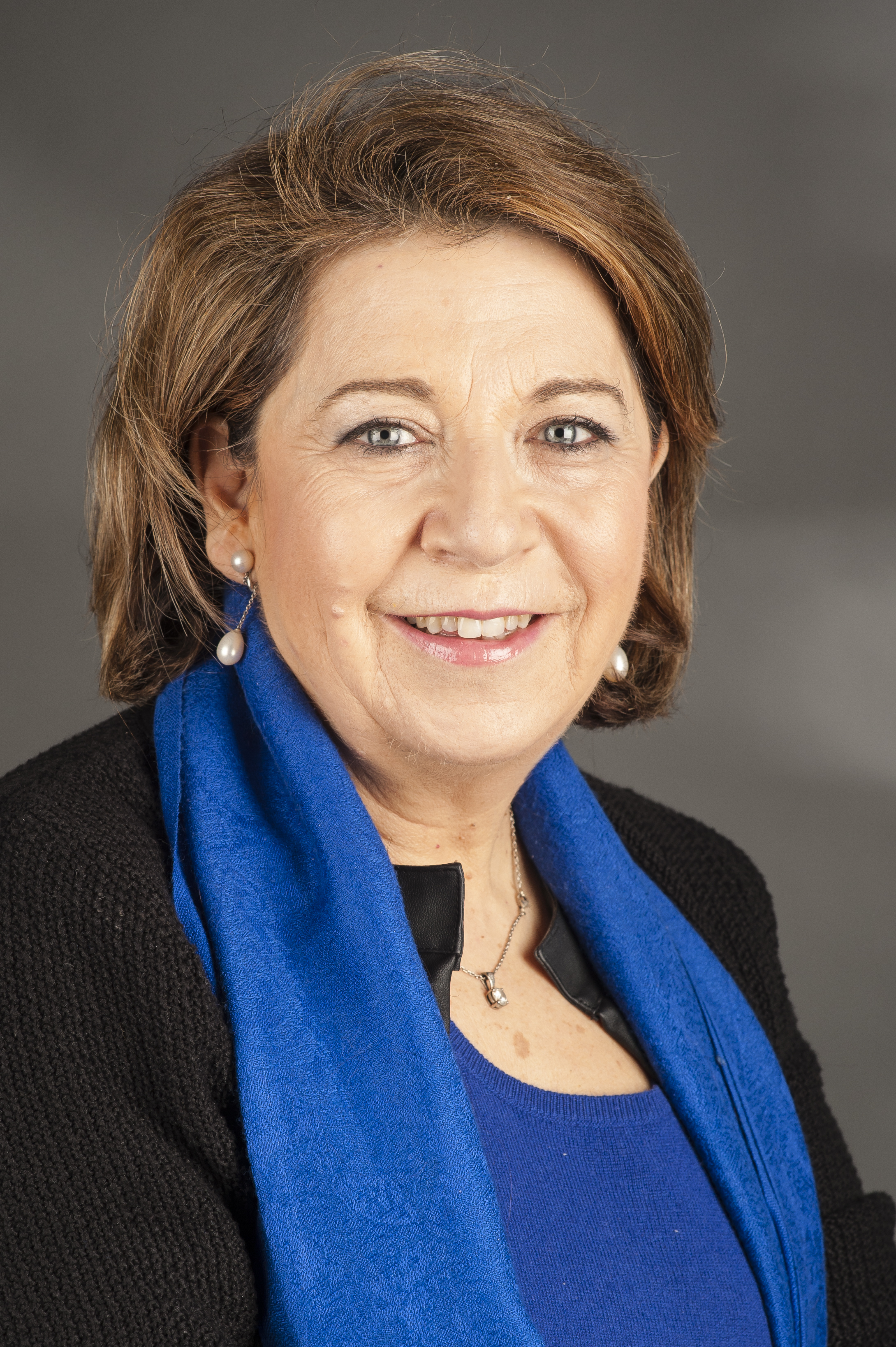
コリーヌ・ルパージュ

コリーヌ・ドミニク・マルグリット・ルパージュ（Corinne Dominique Marguerite Lepage、1951年11月4日 - ）は、フランスの政治家。1996年政治団体「CAP21」（21世紀市民行動 Citoyenneté Action Participation pour le XXIe siècle）を創設し代表。1995年環境相。
パリ郊外のブローニュ＝ビヤンクール出身。1975年パリ政治学院を卒業し、弁護士を開業する。1982年パリ政治学院およびパリ第2大学で教鞭を執る。1984年パリ大学で教鞭を執る。